# Общества Чулка
Общества Чулка (итал. Compagnie Della Calza) — объединения молодых венецианских патрициев XV—XVI веков для организации общественных празднеств и развлечений.

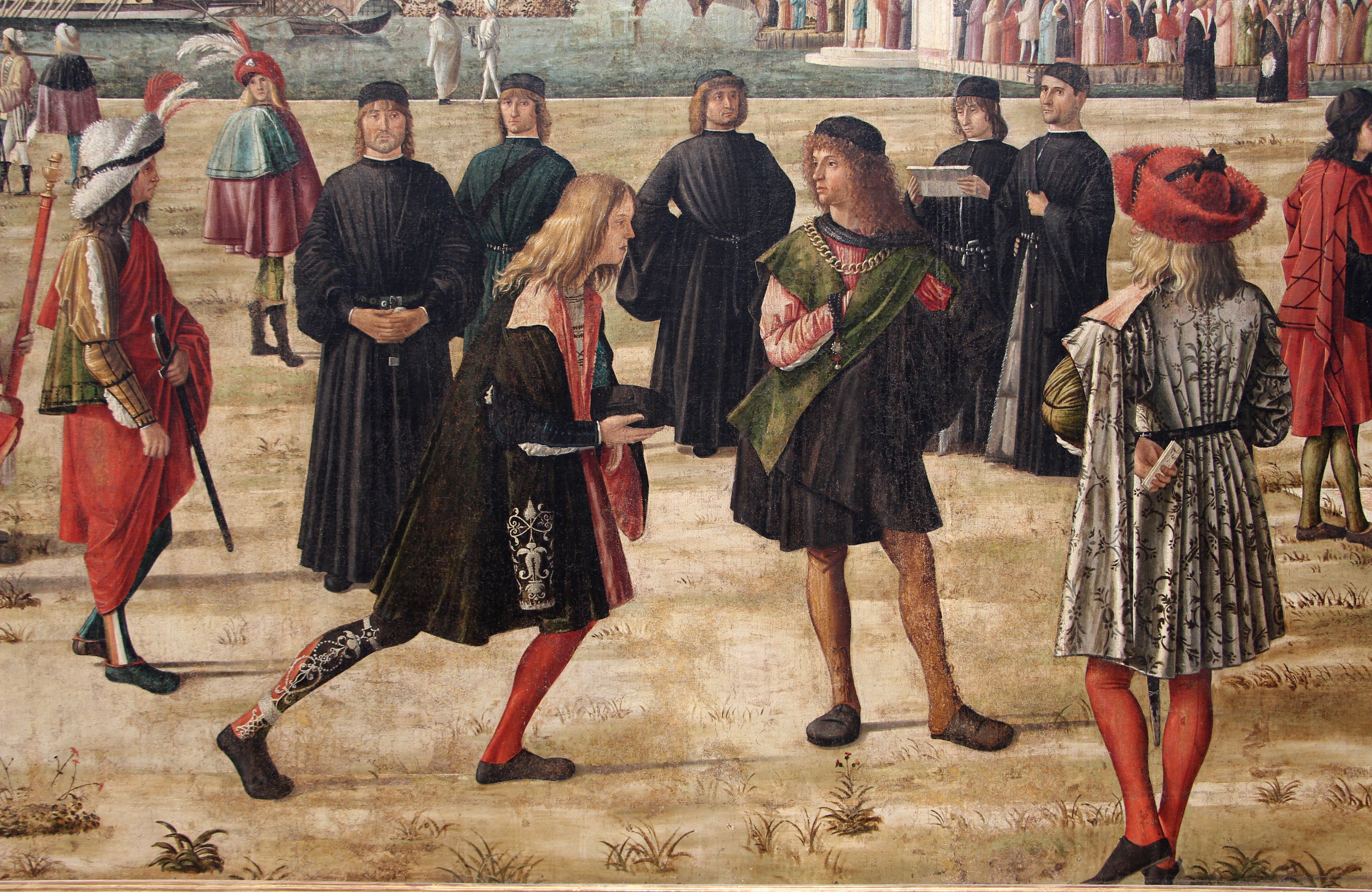
Витторе Карпаччо, Возвращение послов к английскому двору (фрагмент). Слева член Compagnie della Calza с вышивкой на рукаве и чулке

В общественной жизни Венецианской республики важную роль играли публичные торжества: шествия, карнавалы, театральные представления. Примерно в 1400 году к организации таких мероприятий стали привлекать сообщества знатных молодых людей, получивших в дальнейшем название «Compagnie Della Calza». Члены этих союзов — «компаньоны» носили одежду определенного вида, и в частности, чулки разных цветов, которые были отличительной чертой этих союзов (итальянское слово «calza» означает «чулок»). У каждого союза были чулки своего цвета, при этом правый чулок обязательно отличался от левого. Некоторые союзы нашивали на свой костюм эмблемы-гербы.
Деятельность Обществ Чулка была направлена на организацию различных театрализованных представлений: комедий, буффонад, а также момарий — костюмированных пантомим с музыкальным сопровождением.
Каждое общество имело своё название, например: «Eterni» («Вечные»), «Immortali» («Бессмертные»), «Potenti» («Могущественные»), «Zardinieri» («Садовники»), «Ortolani» («Огородники»), «Pavoni» («Павлины»), «Sempiterni» («Вековечные»).
Организационная структура обществ регулировалась статутом. В правление общества входили Сеньор или Приор, Казначей, Ревизор, советники. Статус определял обязанности компаньонов, порядок вступления в общество и выхода из него.
Изображения членов Compagnie Della Calza можно увидеть на картинах Джентиле Беллини, Карпаччо, Джорджоне, Тициана.